# Clive Barker (allenatore di calcio)
Clive William Barker (Durban, 23 giugno 1944 – Durban, 10 giugno 2023) è stato un allenatore di calcio sudafricano.
Allenò per circa tre anni la nazionale di calcio del suo Paese

## Biografia
Nato a Durban nella provincia di KwaZulu-Natal, suo figlio John è un regista professionista, mente suo nipote Steve ha seguito le sue orme, diventando anche egli un allenatore.
Nel 2023 si è spento all'età di 78 anni, dopo una lotta contro una malattia.

## Carriera

### Giocatore
Divenne un calciatore professionista negli anni '60, esordendo con il Durban City all'età di 17 anni. Nel 1963 si è trasferito al Suburbs Utd. La sua carriera calcistica terminò prematuramente a causa di un infortunio al ginocchio che lo costrinse al ritiro.

### Allenatore
Ha allenato la nazionale sudafricana.

## Palmarès

### Allenatore

#### Competizioni nazionali
- Coppa del Sudafrica: 1

Santos Cape Town: 2001
- Coppa di Lega sudafricana: 1

AmaZulu: 1992